# Пулавский, Францишек Ян
Францишек Ян Пулавский (пол. Franciszek Jan Pułaski) (8 марта 1875 года, Жилинце, Проскуровский уезд, Подольская губерния, Российская империя — 10 мая 1956 года, Париж, Франция) — польский историк, политик и дипломат. Посол Польши в Харькове и Вашингтоне.

## Биография
Родился в графском роду герба Слеповрон. Отец — польский историк Казимеж Фердинанд Пулавский (1846—1926).
С 1908 года генеральный секретарь научного товарищества. С 1910 года работал в Библиотеке Красинских в Варшаве. Основал исторический журнал «Przegląd Historyczny».
Во время I мировой войны жил в России, где с 1917 года исполнял обязанности председателя Национальной рабочей партии. С 1918 по 1919 года маршал Государственного Совета в Варшаве. Эксперт польской делегации на Версальскую конференцию по вопросам исторических и юридических обоснований польских претензий.
В 1921 году полномочный представитель Польши в Украинской ССР в Харькове, затем посол Польши в США.
Переехал в Париж, где был представителем Академии знаний. Восстановил работу Польской библиотеки в Париже. Член-основатель Польского научного общества за границей.
Похоронен на кладбище в Монморанси.

## Избранные публикации
- Biblioteka Polska w Paryżu w latach 1893—1948, Paryż 1948
- Źródła do poselstwa Jana Gnińskiego wojewody chełmińskiego do Turcyi w latach 1677—1678 = Fontes legationem turcicam Joannis Gniński palatini culmensis AN. 1677 & 1678 celebratam illustrantes, wyd. Franciszek Pułaski, Warszawa 1907
- Catechismus to jest nauka barzo pożyteczna każdemu wiernemu krześcijaninowi, jako sie ma w zakonie Bożym a w wierze i w dobrych uczynkach sprawować : 1543 r., wyd. Franciszek Pułaski Kraków 1910
- Dyalog Palinura z Charonem : utwór Pseudo-Lukiana w tł. Biernata z Lublina, wyd. Franciszek Pułaski Warszawa 1909
- Frédéric Chopin : exposition de tableaux, gravures, manuscrits souvenirs (1810—1849), organisée par La Bibliothèque Polonaise sous le patronage du Comité des Fêtes du Centenaire de l’Arrivée en France de Chopin, av.-prop. de Charles M. Widor, introd. de François Pułaski Paris 1932
- Katechizm brzeski 1553/1554 r., wyd. Franciszek Pułaski Warszawa 1908
- Nieznane listy Barbary Radziwiłłówny do Mikołaja Radziwiłła Rudego i do Zygmunta Augusta, wyd. Franciszek Pułaski Warszawa 1906
- Polskie dni listopadowe : przemówienie wygłoszone 26 listopada 1938 r. w Paryżu na obchodzie 20-tej rocznicy odzyskania niepodległości, Paryż 1938
- Sprawozdanie z działalności Biblioteki Polskiej w Paryżu za czas od 3 maja 1939 roku do 3 maja 1940 roku przedstawione przez Franciszka Pułaskiego na dorocznym zebraniu 3 maja 1940 roku, Nicea 1944